# Monosurround
Monosurround ist ein in Berlin gegründetes Komponisten-Liveact-Duo, bestehend aus den Musikern Erik Schaeffer und Ramtin Asadolahzadeh.

## Geschichte
1999 lernten sich die Musiker Erik Schaeffer und Ramtin Asadolahzadeh in Berlin kennen und begannen noch im selben Monat mit der Produktion und Komposition von Musikstücken. Die ersten gemeinsamen Aufträge umfassten die Filmmusik-Produktion der Kinofilme Harte Jungs und LiebesLuder.
Im Sommer 2001 begann das Experimentieren mit elektronischer Dancemusic. Die erste Veröffentlichung avancierte innerhalb kurzer Zeit zum Hit. I Warned You Baby basiert auf einer Textzeile der amerikanischen Jazz-Sängerin Spanky Wilson. Zudem wurde das Lied zur offiziellen Hymne des SonneMondSterne-Festivals 2002 bei Saalburg-Ebersdorf (Thüringen).
Durch den Erfolg erfuhren beide Musiker großes Feedback durch andere Künstler. Infolgedessen widmete sich Monosurround verschiedener Remixaufträge, u. a. für Künstler, wie Sono, Phil Fuldner, Da Hool, T.I.S.M. Northern Lite oder Glamour to Kill.
Parallel zu den Liveauftritten begannen die Arbeiten am ersten Studioalbum der Musiker. 
Im Jahr 2004 traten die Liveambitionen von Monosurround in den Hintergrund, um sich der Produktion und Weiterentwicklung des Albums Hello World zu widmen.
Die erste EP, Borschtchick, erschien in Deutschland im Jahr 2005 über das Label der Band Moonbootica, Moonbootique Records. Im Januar 2006 erschien in Frankreich die Cocked, Locked EP. Diese wurde über das Label des Technomusikers Vitalic, Citizen Records, veröffentlicht und vereint Borstschick und das parallel produzierte Lied Cocked, Locked, Ready to Rock.
Gemeinsame Auftritte mit Musikern wie Vitalic und The Hacker kamen durch die Veröffentlichung auf dem französischen Markt zustande.
Im September 2008 erschien das Album Hello World in Frankreich (Citizen Records). Zwei Monate später, im November 2008, kam es auch in Deutschland heraus. Der Release des Albums in Japan ist auf den Monat Dezember datiert.

## Stil
Der Stil von Monosurround unterliegt einer ständigen Entwicklung. Während der früheren Jahre und den Auftritten mit bis zu neun Instrumentalisten entspricht der Stil am ehesten einem 60‘-Crossover-Bigbeat.
Ab 2001 ändert sich der Sound. Erste Experimente mit elektronischer Musik beginnen und eine Annäherung an Dancemusik und Techno findet statt.
Der Titel WE aus dem Jahr 2003 macht die stilistische Loslösung von gängigen Musikgenres deutlich. Ein Stück Musik, das den künftigen Sound von Monosurround stark beeinflussen sollte. 
Mit Hello World befreit sich Monosurround endgültig von stilistischen Einordnungen. Das Album mit seinen 12 Liedern versteht sich als Gesamtkunstwerk, das nicht ausschließlich auf einen bestimmten Stil festgelegt werden will. Deswegen bezeichnet sich Monosurround auch selbstbewusst als „Beste Band der Welt“. Nach eigener Aussage lässt sich ihr musikalischer Stil als „Maximalism“ beschreiben – ein eigens für die Band Monosurround erdachtes Genre.

## Wissenswertes
Im Frühjahr 2008 lizenziert der französische Getränkeproduzent Perrier Cocked, Locked, Ready to Rock für eine TV-Werbekampagne. Seit Anfang 2010 veröffentlichen Monosurround auf ihrem eigenen Label MS Records. MS Records hat sich der Veröffentlichung und Verbreitung von maximalistischer Musik verschrieben.

## Diskografie

### Alben
- 2007: Early Days (Layb – Berlin Artists)
- 2008: Hello World (Citizen Records)
- 2010: Hello World (MS Records)

### Singles und EPs
- 2002: I Warned You Baby (1st Decade Records)
- 2002: I Warned You Baby – Remixes (Superstar Records)
- 2002: I Warned You Baby (Superstar Records)
- 2003: Creepy Guys EP (1st Decade Records)
- 2003: Bo Bullet mini EP (1st Decade Records)
- 2003: Bo Bullet EP (1st Decade Records)
- 2004: We EP (1st Decade Records)
- 2005: Borschtchick (Moonboutique Records)
- 2006: Cocked Locked EP (Citizens Records)
- 2006: Cocked, Locked, Reading to Rock (Hammarskjöld)
- 2008: Cocked, Locked Ready to Rock – Summarized (Citizen Records)
- 2010: Hello World [Remixed] (MS Records)
- 2010: All Night Long (MS Records)
- 2011: REworks (MS Records)

### Remixe
- 2002: TISM – Defecate On My Face (TISM)
- 2002: Neonman – Future Is Pussy (1st Decade Records)
- 2003: Northern Lite – MyPain (1st Decade Records)
- 2003: Sono – Heading For (Island Zeitgeist Records)
- 2003: Phil Fuldner – Never Too Late (Kosmo Records)
- 2004: Glamour To Kill – Shake Your Body, Baby (Pale Records)
- 2005: Da Hool feat. Jackie Bredie – Bow Down (Kosmo Records)
- 2006: Electrixx – SecondLesson (Hadshot Haheizar)
- 2007: ProCon – Delia (Cochon Records)
- 2008: Mokkasin – Elazerhead (LeGrain Records)
- 2009: Depeche Mode – Peace
- 2010: Music To Drive Tanks To – Granite Eyes
- 2010: Mujik – Arma Mortal
- 2011: Nixu Zsun – Exploring Bulgaria